# Alexander Kröckel
Alexander Kröckel (* 12. März 1990 in Suhl) ist ein deutscher Skeletonpilot.
Alexander Kröckel lebt in Suhl und startet für den BSR Oberhof. 2003 begann der Polizeimeisteranwärter mit dem Skeletonsport, seit 2007 gehört er dem deutschen Nationalkader an. Zunächst erreichte Kröckel in der Jugend mittelmäßige Resultate, etwa einen elften Platz bei den nationalen Meisterschaften der Junioren 2005 (ausgetragen im Dezember 2004) in Königssee. 2006 wurde er 14, sowie bei seinen ersten nationalen Meisterschaften in Winterberg 15. 2008 fuhr er in Altenberg als Zehnter erstmals unter die besten Zehn und erreichte 2009 in Winterberg dieselbe Platzierung. International startete Kröckel 2008 in St. Moritz im Skeleton-Europacup und wurde dort 12. Für die nächste Zeit sollte diese Wettkampfserie zur sportlichen Heimat werden. Doch erst seit der Saison 2009/10 konnte er nennenswerte Ergebnisse vorweisen. Zum Auftakt wurde er bei den beiden Rennen in Königssee hinter Matthias Guggenberger und Christian Baude jeweils Zweiter der Rennen, bevor er in Altenberg beide Rennen, und damit seine ersten internationalen Rennen, gewann. Einen dritten Sieg konnte Kröckel in Igls erringen, womit er auch die Gesamtwertung des Europacups gewann. Die nächste Saison begann er im America’s Cup und konnte direkt die ersten beiden Rennen in Park City gewinnen. Daraufhin stieg er in den Skeleton-Intercontinentalcup auf und gewann dort sein erstes Rennen in Altenberg vor Alexander Gasznar und David Lingmann. In Whistler gewann er ein zweites Rennen, wurde zweimal in der Saison Zweiter in La Plagne und nochmals Dritter in Whistler. In der Gesamtwertung der Rennserie wurde er hinter Lingmann und Gasznar Dritter. In Park City gewann er zudem den Titel als Junioren-Weltmeister 2011. Dieser Titel bedeutete zugleich das Startrecht für die Weltmeisterschaft in Königssee, bei dem er einen hervorragenden achten Platz belegte.
2012 wurde Kröckel deutscher Meister und startete in der Saison im Skeleton-Weltcup. Im zweiten Saisonrennen in Park City musste er sich einzig dem die Saison überragenden Letten Martins Dukurs geschlagen geben und wurde Zweiter. Dasselbe Resultat erreichte er in Altenberg. In der Gesamtwertung wurde er hinter den Dukurs-Brüdern als bester Deutscher Dritter.